# Christoph Strössenreuther
Christoph Georg Paul Strössenreuther (* 2. Februar 1829 in Hütten (Warmensteinach); † 22. Februar 1908 in Fürth) war ein deutscher Jurist und Politiker.

## Leben
Strössenreuther studierte Rechtswissenschaften in Erlangen und Jena. Während seines Studiums wurde er 1846/47 Mitglied der Erlanger Burschenschaft Concordia (Die Grauen) und 1848/49 der Burgkellerburschenschaft in Jena.
Nach seinem Studium wurde er Landrichter, dann Erster Staatsanwalt am Landgericht Bayreuth, Landgerichtsrat am OLG Bamberg und schließlich Senatspräsident und Präsident des Landgerichts Fürth. 1901 ging er in den Ruhestand.
Von 1875 bis 1881 war er für Schweinfurt Mitglied der Bayerischen Kammer der Abgeordneten (27. und 28. Landtag). Dort gehörte er den Vereinigten Liberalen an und war Mitglied des Ausschusses für Petitionen. Im 28. Landtag war er als Stellvertretender Schriftführer tätig.